# Tetramorium jiangxiense
Tetramorium jiangxiense är en myrart som beskrevs av Wang och Xiao 1988. Tetramorium jiangxiense ingår i släktet Tetramorium och familjen myror. Inga underarter finns listade i Catalogue of Life.